# Фруадконш
Фруадко́нш (фр. Froideconche) — коммуна во Франции, находится в регионе Франш-Конте. Департамент — Верхняя Сона. Входит в состав кантона Сен-Совёр. Округ коммуны — Люр.
Код INSEE коммуны — 70258.

## География
Коммуна расположена приблизительно в 330 км к востоку от Парижа, в 75 км северо-восточнее Безансона, в 30 км к северо-востоку от Везуля.
По территории коммуны протекает река Брёшен. Северная часть коммуны покрыта лесами.

## Население
Население коммуны на 2010 год составляло 1994 человека.
| 1962 | 1968 | 1975 | 1982 | 1990 | 1999 | 2010 |
| ---- | ---- | ---- | ---- | ---- | ---- | ---- |
| 1237 | 1452 | 1703 | 2041 | 2013 | 1973 | 1994 |

## Экономика
В 2010 году среди 1295 человек трудоспособного возраста (15—64 лет) 937 были экономически активными, 358 — неактивными (показатель активности — 72,4 %, в 1999 году было 70,0 %). Из 937 активных жителей работали 854 человека (449 мужчин и 405 женщин), безработных было 83 (38 мужчин и 45 женщин). Среди 358 неактивных 92 человека были учениками или студентами, 168 — пенсионерами, 98 были неактивными по другим причинам.

## Фотогалерея

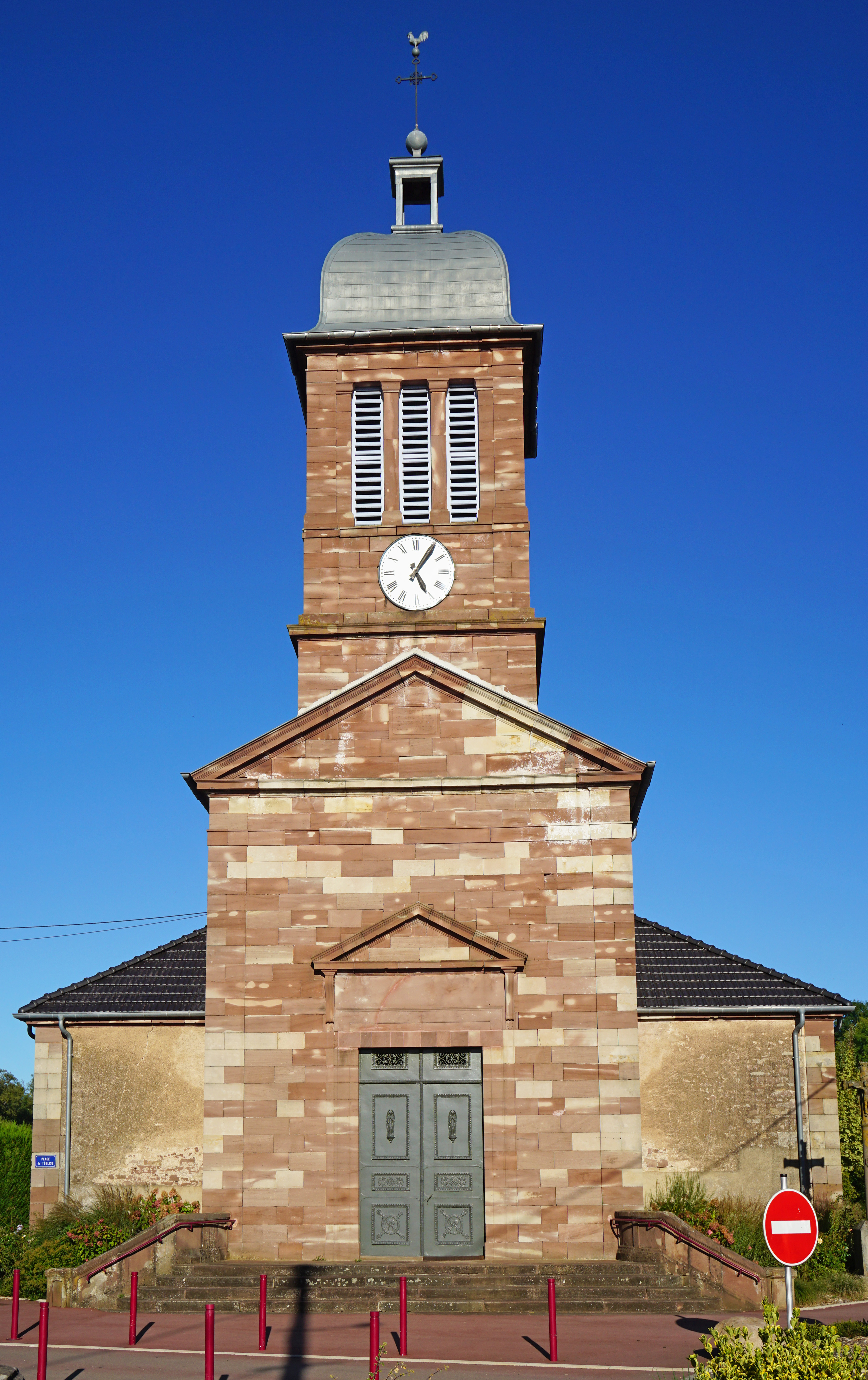
Церковь Святой Троицы
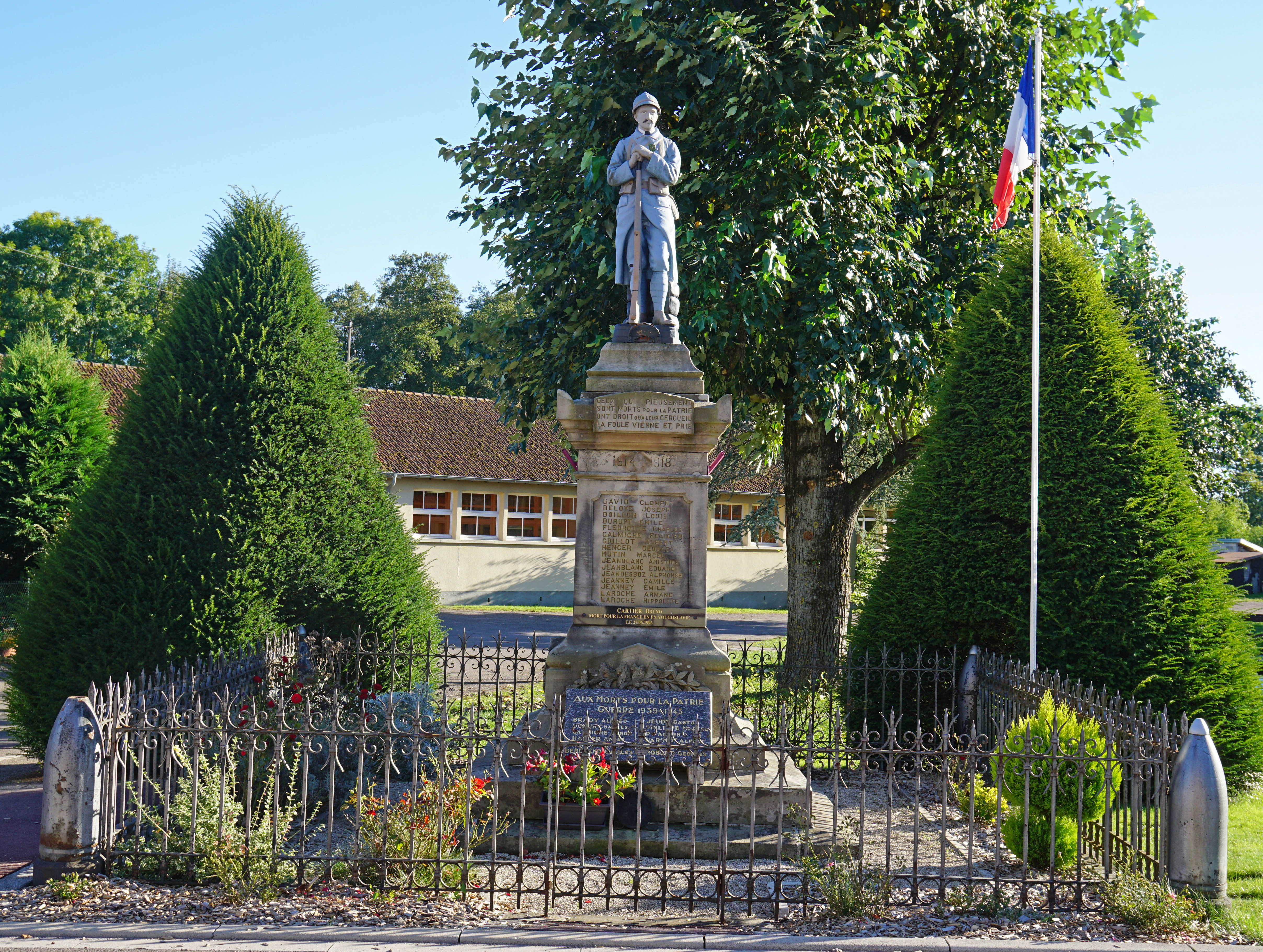
Военный мемориал
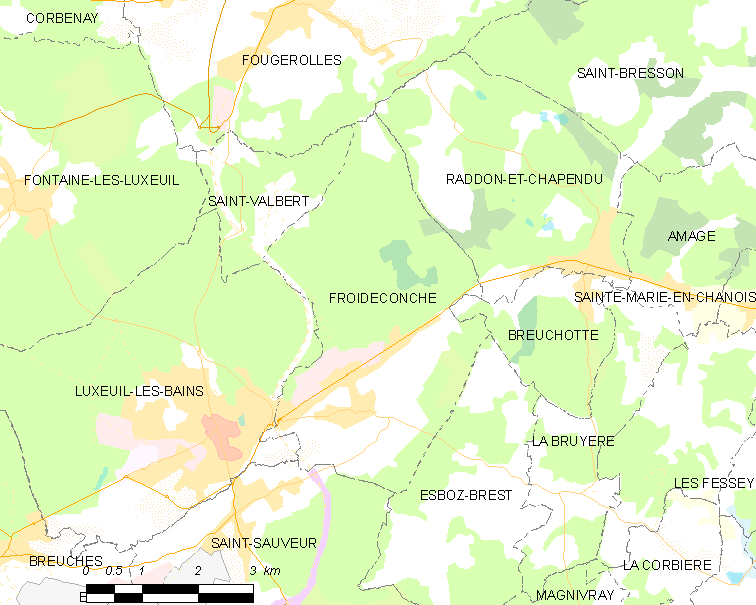
Карта коммуны